# Schweizerischer Niederlaufhund
Der Schweizerische Niederlaufhund ist eine von der FCI (Nr. 60, Gr. 6, Sek. 1) anerkannte Hunderasse aus der Schweiz.

## Herkunft und Geschichtliches
Um 1900 wurde aus mittelgroßen Schweizer Laufhunden durch Einkreuzungen und Auslese ein kleinerer, angeblich besserer Typ für die kleineren Reviere geschaffen, der Niederlaufhund genannt wurde. Im Aussehen entsprach er weiterhin den größeren Vorfahren, war aber kleiner und im Verhältnis zur Größe länger. 1905 wurde der Schweizer Niederlaufhundclub (SNLC) gegründet.

## Beschreibung
Der Schweizerische Niederlaufhund ist ein verkleinerter Typ des Schweizer Laufhundes. Die Hunde werden bis 43 cm groß, dabei länger als hoch.
Vier Farbvarietäten wurden unterschiedlich benannt:
- Berner Niederlaufhund,
- Jura Niederlaufhund,
- Luzerner Niederlaufhund und
- Schwyzer Niederlaufhund

Allen gemeinsam ist die Größe, Kopf und Körperform, die unterhalb der Augenlinie tief und schmal angesetzten Ohren. Nach vorn gelegt reichen sie bis zur Nasenspitze, sind fallend gefaltet, von feiner Beschaffenheit und fein behaart. Die Rute ist von mittlerer Länge, gut behaart und wird leicht fallend getragen.

## Varietäten

### Berner Niederlaufhund
Diese Varietät wird glatthaarig und rauhaarig gezüchtet, immer dreifarbig: weiß, schwarz und lohfarben. Grundfarbe weiß mit großen, schwarzen Platten, die einen Mantel oder Sattel bilden können.

### Jura Niederlaufhund
Diese Spielart ist meist glatthaarig, aber auch Stockhaarigkeit ist zugelassen, bevorzugt wird schwarz mit lohfarbenen Abzeichen (Brand) über den Augen, an den Backen, auf der Brust und/oder an den Läufen; oder lohfarben mit schwarzem Sattel oder Mantel.

### Luzerner Niederlaufhund
Diese Varietät ist glatthaarig in weißer Grundfarbe, schwarz oder grau gesprenkelt.

### Schwyzer Niederlaufhund
Ebenfalls glatthaarig mit der Grundfarbe weiß, allerdings mit größeren gelb-roten oder gelb-roten bis orange-roten Flecken. Ein roter Mantel ist gestattet.

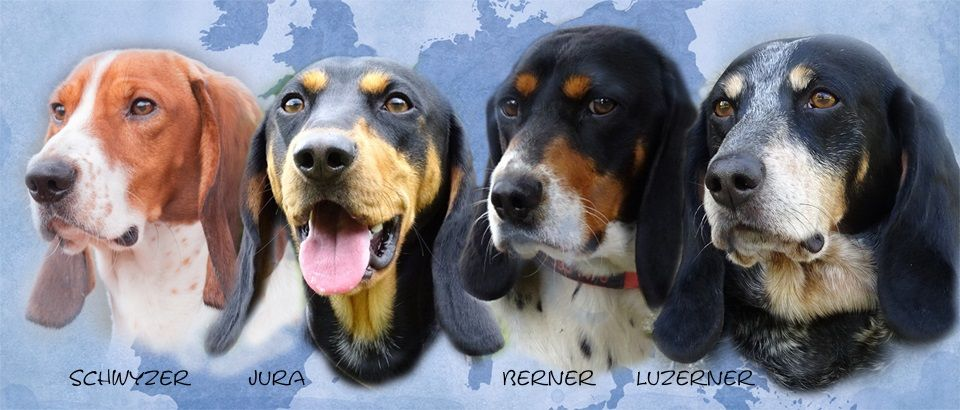
Alle Farben